# レナード・F・フラー
レナード・Ｆ・フラー（Leonard F. Fuller、1890年8月21日 - 1987年4月23日）は著名なアメリカ合衆国の無線の先駆者。

## 略歴

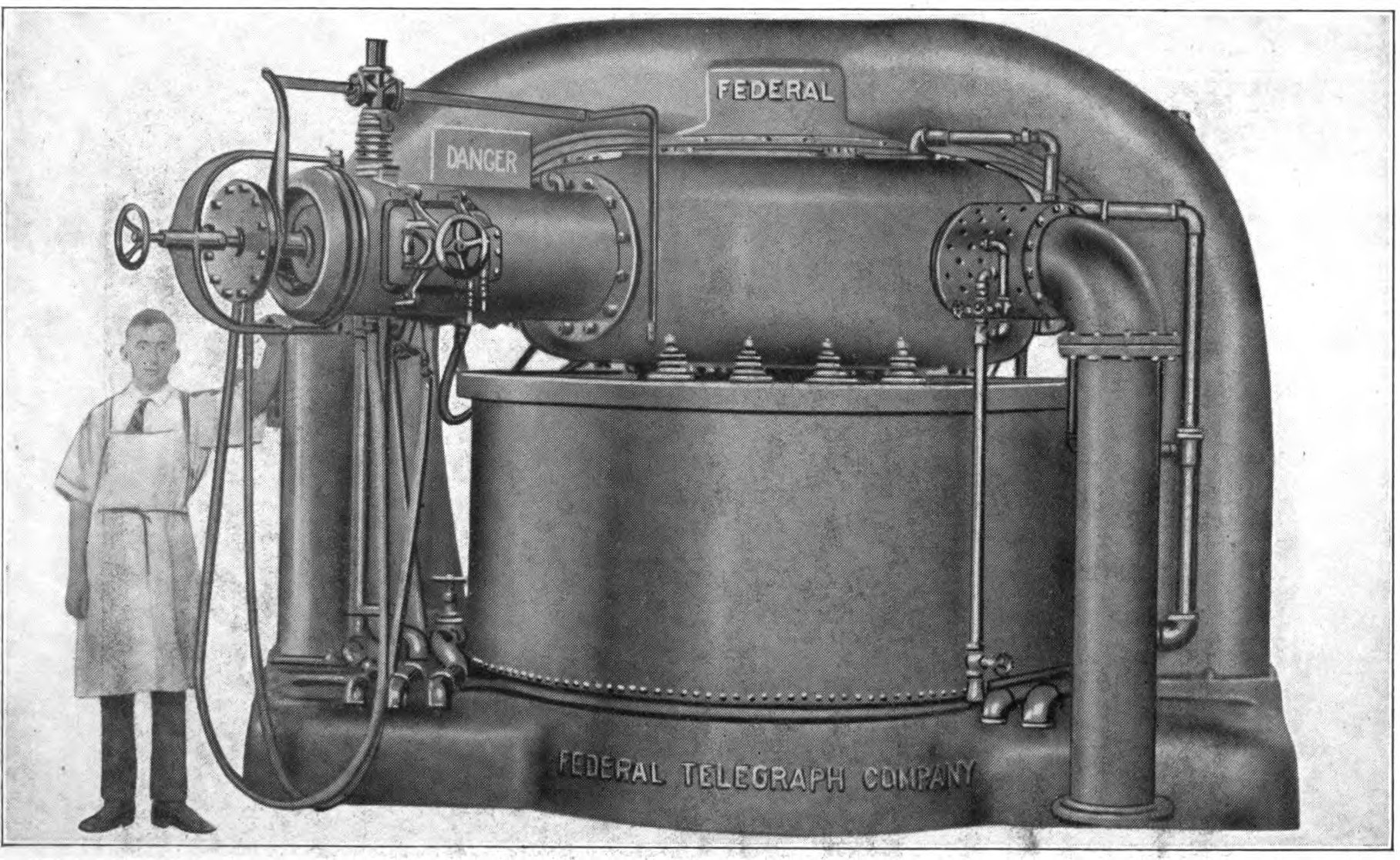
1919年連邦政府により海軍のために建設された1MWのポールセン・アーク無線送信機。この開発はフラーが率いていた。

オレゴン州ポートランド生まれ。1908年にポートランドアカデミーを卒業し、1912年にコーネル大学の工学の修士課程を卒業した。その後、ニューヨークのブルックリンにあるNESCOに入社し、数か月後にサンフランシスコのFederal Telegraph Companyに移り、1913年にチーフエンジニアとなった。
1913年から1919年にかけて、陸軍、海軍のための非常に大きいポールセン・アーク送信機（200、350、500及び1000キロワットまでのもの）の開発及び製造を主導した。その後、それは海洋間の通信のために、アメリカ、フランス、パナマ、ハワイ、そして太平洋をまたいでフィリピンのステーションに設置された。全米研究評議会の第一次世界大戦における対潜水艦グループの一員であり、スタンフォード大学で研究を続け、1919年に電気工学でPh.D.を取得した。これはこの大学で初めてのPh.D.であった。

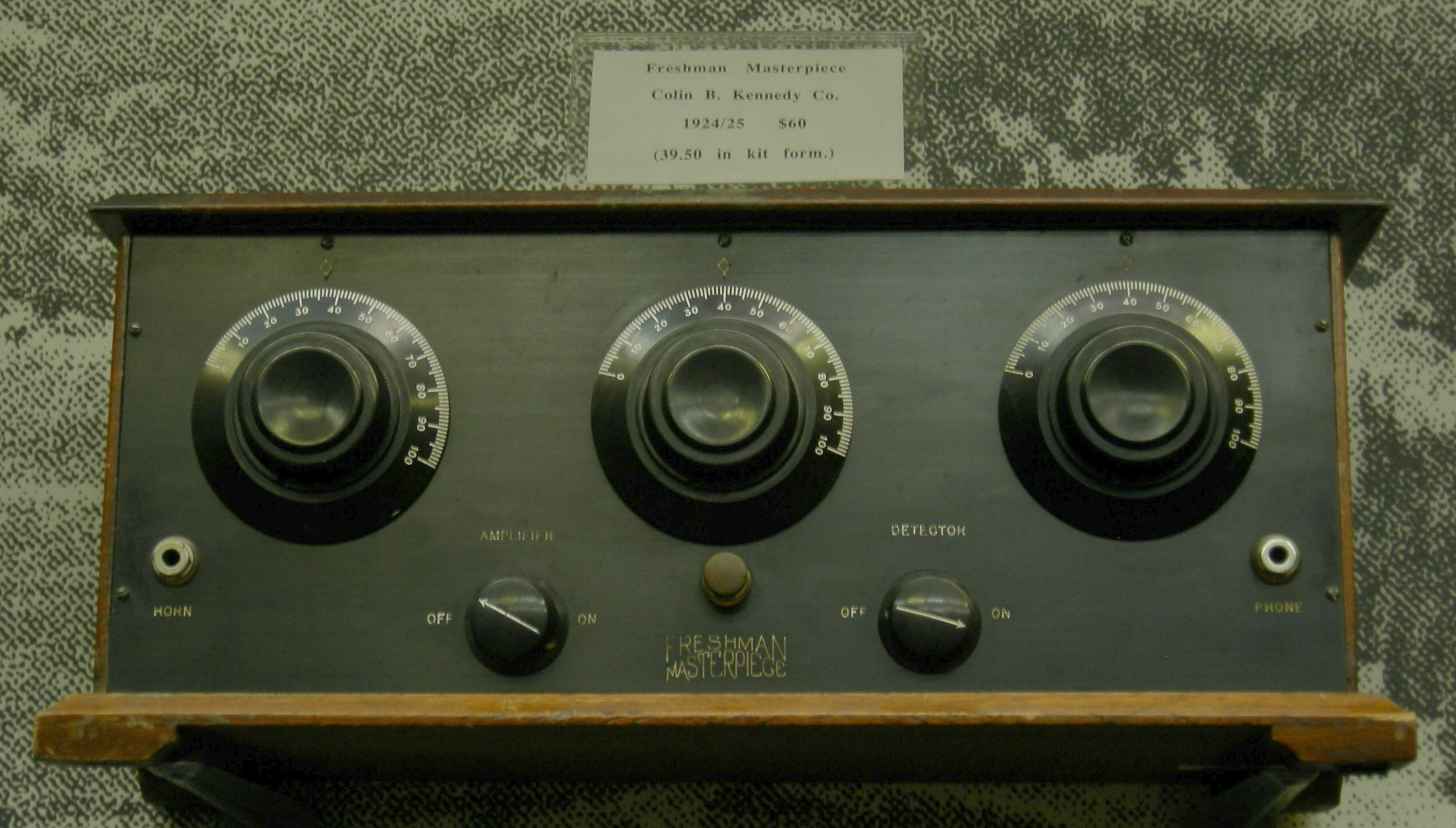
Colin B. Kennedy Co.のFreshman Masterpiece無線機（1925年）

1919年から1923年にかけては、自らが設立したサンフランシスコのthe Colin B. Kennedy Companyで無線受信機を製造し、電力会社向けに私的なコンサルティングを行った。1921年と1922年には、50,000ボルト以上の電力線に対し世界初のキャリア電流の電話システムを設計し設置した。1923年から1926年まではスケネクタディとニューヨークにあるゼネラル・エレクトリックで電力会社の通信と無線受信機の業務に携わり、その後、1926年にサンフランシスコのGEに戻った。そこでは、新たな高電圧の開発と、フーバーダムとロサンゼルスの間の電力線通信などの西海岸での電力事業に向けての真空管の応用を主導した。その後は、Federal Telegraph Companyに戻り、パロアルトのプラントを管理する代表取締役副社長及び主任技術者となった。
1930年から1943年にかけて、カリフォルニア大学バークレー校の電気工学の教授であるとともに学科長でもあった。この間にアーネスト・ローレンスと友人関係になり、ローレンス・バークレー国立研究所の最初のサイクロトロンを建設してあげている。1946年から1954年にかけてはスタンフォード大学の電気工学acting professorおよび委託研究の調整役を務めた。
24件の特許を所有していた。無線学会、アメリカ電気学会のフェローであり、アメリカ物理学会の一員であった。1919年、長距離無線通信への貢献によりIEEEモーリス・N・リーブマン記念賞の最初の受賞者となった。